# Anuário da Câmara Municipal de Lisboa
Anuário da Câmara Municipal de Lisboa foi uma publicação de periodicidade anual, iniciada em 1935, totalmente gerida pela Câmara Municipal de Lisboa, na qual se descrevem as principais ocorrências da vida da CML e as atividades que desenvolveu ao longo do ano anterior ao da edição. Grande parte da informação é apresentada em forma de quadros e mapas dado tratar-se de informação de natureza estatística. Prevaleceu com este título até 1937 e a partir de 1938 passa a designar-se Anais do Município de Lisboa.